# Schmuckameisenpitta
Der Schmuckameisenpitta (Grallaricula peruviana) ist eine wenig erforschte Vogelart aus der Familie der Ameisenpittas (Grallariidae). Die sehr kleinen Vögel sind bislang nur von einigen Orten in den Anden Perus und Ecuadors bekannt, wo sie tropische und subtropische Bergwälder bewohnen. Mit Ausnahme des gut dokumentierten Fortpflanzungsverhaltens sind die meisten Aspekte ihrer Lebensweise noch kaum erforscht. Im Anschluss an ihre Erstbeschreibung in den 1920er-Jahren galt die Art für mehr als 50 Jahre als verschollen, bis schließlich weitere Exemplare gefunden werden konnten.

## Merkmale
Schmuckameisenpittas sind sehr kleine Vögel, die ausgewachsen nur eine Größe zwischen 10 und 11 cm erreichen. Das Gewicht liegt bei 17 bis 21 g. Der Körperbau entspricht mit kurzen Flügeln, einem breiten Hals und einem sehr kurzen Schwanz dem eines typischen Vertreters der Gattung. Die Beine sind hingegen lang und dünn und setzen weit hinten am Körper an, was im Stehen zu einer vergleichsweise aufrechten Körperhaltung führt. Anders als bei den meisten Grallaricula-Ameisenpittas liegt beim Schmuckameisenpitta ein leichter, aber erkennbarer Sexualdimorphismus vor. Das Gefieder des Männchens ist am Rücken in einem einheitlichen, kräftigen Braun gefärbt, derselbe Farbton findet sich auch auf der Ober- und Unterseite der Flügel. Nacken und Haube zeigen ein auffälliges Orangerot, das in Richtung Wangen und Stirn wieder zunehmend in Brauntöne übergeht. Vor und hinter dem Auge liegen jeweils schmale, halbmondförmige Ringe in dunklen Weißtönen. An den Zügeln findet sich ein kleiner, cremefarbener Fleck. An den Seiten des ansonsten braunen Kinns ziehen sich breite, weiße Streifen bis zur Kehle. Brust und Flanken sind von schwarzer Grundfarbe, die jedoch von einem Muster weißer Markierungen durchzogen wird, das dem Bereich ein geschupptes Aussehen verleiht. Zum Bauch hin nimmt der Schwarzanteil zunehmend ab, bis die Musterung am unteren Bauch und den Unterschwanzdecken fast völlig verschwindet. Der kurze, gerade Schnabel ist an seiner Basis schwärzlich bis grau, zur Spitze hin geht diese Färbung vor allem an der oberen Mandibel langsam in ein mattes Gelb über. Die Iris des Auges zeigt ein dunkles Haselnussbraun. Füße und Beine sind in blassen Pink- oder Grautönen gefärbt. Weibliche Vertreter der Art können vor allem an der eher rotbraunen Färbung der Haube erkannt werden. Weitere, weniger augenfällige Unterschiede sind cremefarbene statt weiße Flecken an den Zügeln, sowie ein größerer Anteil schwarzer Federn im oberen Brustbereich und an der Kehle. Des Weiteren tendiert die Färbung am Rücken und den Flügeln zu etwas dunkleren Brauntönen als bei den Männchen.

## Habitat und Verhalten
Der Schmuckameisenpitta ist ein Bewohner feuchter Bergwälder, die durch Moose und Epiphyten in großer Zahl geprägt sind. Zum Überleben benötigt er intakte Primärwälder, menschengemachte Veränderungen des Lebensraums werden offenbar nur schlecht toleriert. Anders als viele verwandte Arten scheint die Art Bereiche mit besonders dichtem Unterwuchs und eng stehende Bambus-Gewächse eher zu meiden. Stattdessen bevorzugen die Vögel offenbar etwas offenere Gebiete, häufig in der Nähe zu Uferbereichen von Wasserquellen wie etwa Bachläufen. Generell verbringen sie die meiste Zeit in den unteren Etagen des Waldes, sind jedoch fast nie direkt am Erdboden anzutreffen. Die Fortbewegung erfolgt zumeist hüpfend oder kletternd, obwohl Schmuckameisenpittas grundsätzlich flugfähig sind, unternehmen sie kaum längere Flüge über Distanzen von mehr als fünf Metern. Menschen gegenüber zeigen sich die Vögel wenig schüchtern, Beobachter können sich ihnen häufig bis auf wenige Meter nähern, bevor sie schließlich die Flucht ergreifen.

### Ernährung
Die Zusammensetzung der Ernährung des Schmuckameisenpittas ist nur von wenigen Beispielen bekannt. So wurden in den Mägen gefangener Vögel die Überreste von Käfern, anderen, nicht näher zu bestimmenden Insekten sowie von Früchten gefunden. Letzteres ist für Vertreter der Gattung eher ungewöhnlich, da es sich bei den meisten Arten um reine Insektenfresser handelt. Darüber hinaus können die Vögel gelegentlich an von Menschen aufgestellten Futterstationen gesichtet werden, an denen ihnen meist Regenwürmer zur Verfügung gestellt werden. Ob diese auch Teil der „natürlichen“ Ernährung sind, ist nicht gesichert. Dieses Verhalten könnte in Verbindung mit der wenig ausgeprägten Scheu vor Menschen darauf hindeuten, dass Schmuckameisenpittas bei der Nahrungssuche regelmäßig größeren Säugetieren folgen, um von diesen aufgeschreckte Insekten erbeuten zu können. An Nestlinge werden neben häufig aquatisch lebenden Gliederfüßern außerdem Amphibien wie etwa kleine Frösche verfüttert.

### Fortpflanzung

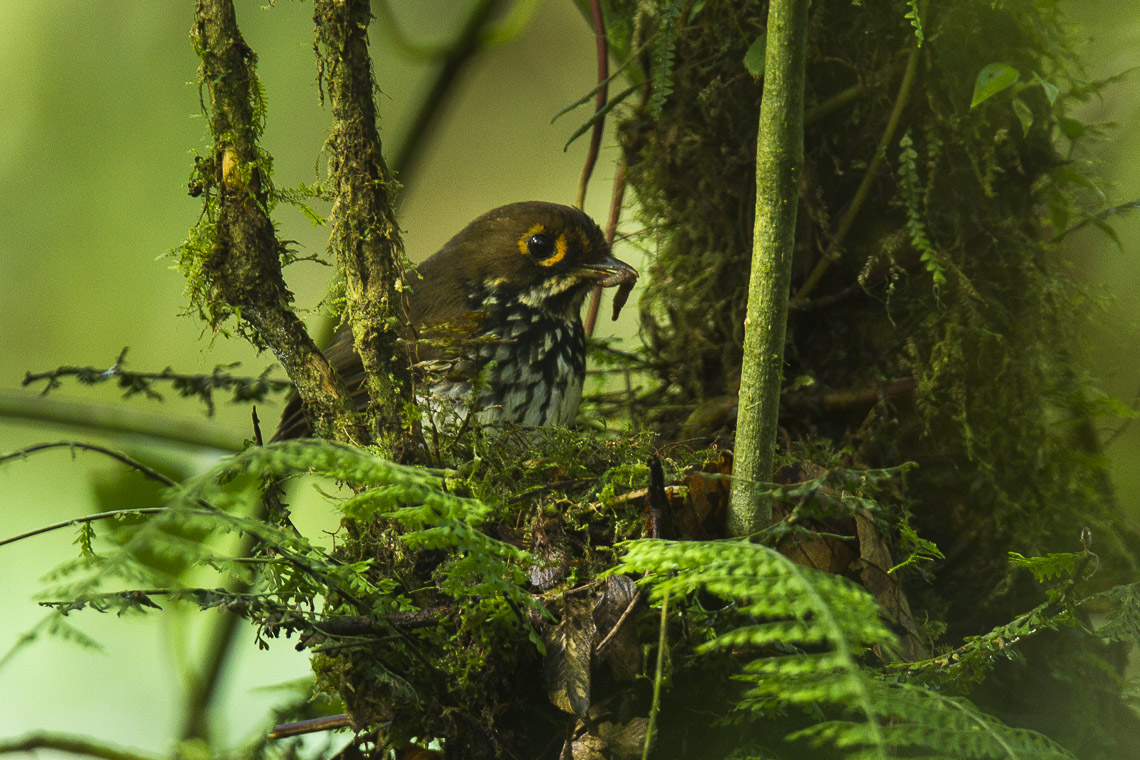
Brütendes Weibchen bei der Fütterung eines Nestlings

Die Brutbiologie der Art ist vergleichsweise gut erforscht, insgesamt wurden bislang fünf Nester wissenschaftlich beschrieben, die alle in einem recht kleinen, in Privatbesitz befindlichen Gebiet südwestlich des Ortes Cosanga in Zentralecuador gefunden wurden. Der Zeitraum der Brutzeit ist unklar, so wurden die Vögel etwa sowohl im April als auch im Oktober beim Nestbau beobachtet. Alle bisher bekannten Nester wurden in weniger als 30 m Entfernung zu kleinen Bächen angelegt, an denen sich die Altvögel während des Brutgeschäfts regelmäßig auf die Jagd begeben. Als Standort dienen eher wenig Stabilität bietende Untergründe, wie von Farnen überwucherte Sämlinge, dünne Zweige oder die Blätter von Epiphyten. Die gefundenen Nester befanden sich dabei in Höhen zwischen 0,8 und 2,4 m über dem Erdboden. Das eigentliche Nest wird von beiden Partnern gemeinsam errichtet. Es handelt sich dabei um eine insgesamt recht instabile Konstruktion aus kleinen Stöcken, an der Innenseite ausgekleidet mit Pflanzen- und Wurzelfasern sowie weichen Moosen. Die äußeren Abmessungen dieses flachen, leicht tassenförmigen Nests liegen bei circa 13,5 × 6 cm. Die übliche Gelegegröße scheint bei einem einzelnen Ei zu liegen. Bislang liegt nur eine einzige genauere Beschreibung eines Schmuckameisenpitta-Eis vor. Dieses besaß eine hellbraune bis cremefarbene Grundfärbung und war mit einer großen Anzahl an Flecken und Tupfern in Dunkelbraun, Schwarz und Lavendel gesprenkelt. Die gemessene Größe betrug 21,4 × 17,6 mm. Die Inkubationszeit der Eier liegt bei etwa 20 Tagen, während dieser Zeit beteiligen sich beide Geschlechter an der Bebrütung, das Männchen übernimmt dabei jedoch einen leicht höheren Anteil als seine Partnerin. Am Nest befindliche Vögel bessern dieses während der gesamten Brutzeit immer wieder aus und suchen mit dem Schnabel nach Parasiten, die sich im Nistmaterial verbergen könnten. Junge Schmuckameisenpittas sind nach dem Schlüpfen zunächst noch völlig nackt, ihre Haut ist dunkel, Beine und Kloake bilden mit einer kräftigen orangen Färbung hierzu einen deutlichen Kontrast. Erst nach einigen Tagen entwickelt sich ein für die Gattung typisches, an Wolle erinnerndes Daunenkleid, das auch nach Verlassen des Nests noch für einige Zeit getragen wird. Beide Elternteile beteiligen sich gleichermaßen an der Versorgung der Jungvögel. Ältere Nestlinge nehmen bei Bedrohungen eine drohende Haltung mit weit aufgerissenem Mund und ausgebreiteten Flügeln ein. Wie lang die Nestlingsphase andauert ist bislang nicht genau bekannt.

### Stimme
Obwohl eine Reihe von Tonaufnahmen existieren, sind die Lautäußerungen des Schmuckameisenpittas nur wenig erforscht. Der am häufigsten gehörte Ruf ist ein hoher, einsilbiger Laut, der in etwa wie ein gedämpftes seeep klingen soll und häufig in Abständen von weniger als 15 Sekunden mehrfach wiederholt wird. Ob es sich dabei um den Gesang der Art oder nur einen einfachen Kontaktruf handelt ist unklar. Darüber hinaus ist ein durchdringender Laut bekannt, der als Alarmruf interpretiert wird. Er soll wie ein überraschend lautes seeeeup! klingen und an die Rufe kreisender Greifvögel erinnern.

## Verbreitung und Gefährdung

Bekanntes Verbreitungsgebiet des Schmuckameisenpittas

Das bekannte Verbreitungsgebiet des Schmuckameisenpittas liegt in Südamerika, wo die Art die Ostkordillere der Anden bewohnt. Nachweise sind bislang von einer Reihe nicht zusammenhängender Lokalitäten zwischen der Provinz Napo im Nordosten Ecuadors und den Provinzen Piura und Cajamarca im Norden Perus bekannt. Besiedelt werden dabei Höhenlagen zwischen 1650 und 2100 m. Auf Grund ihres unzugänglichen Lebensraums und ihrer geringen Körpergröße gehen Forscher jedoch davon aus, dass die Vögel häufig übersehen werden. Neue Sichtungen, die das bekannte Verbreitungsgebiet erweitern, werden daher noch immer mit gewisser Regelmäßigkeit gemeldet. Die IUCN stuft die Art mit Stand 2016 als „potenziell gefährdet“ (Status near threatened) ein. Obwohl keine genauen Einschätzungen der Populationszahlen vorliegen, ist der Bestand erkennbar abnehmend. Als größte Bedrohung für den Fortbestand der Art gilt die Zerstörung ihres Lebensraums durch Abholzung der ursprünglichen Wälder, vor allem für die Schaffung landwirtschaftlicher Flächen. Darüber hinaus gefährden Bergbauaktivitäten, aber auch die Fischzucht (insbesondere Forellen) die Qualität der für eine erfolgreiche Fortpflanzung offenbar zwingend notwendigen Wasserquellen in der Region.

## Systematik
Die Erstbeschreibung des Schmuckameisenpittas stammt aus dem Jahr 1923 und geht auf den amerikanischen Ornithologen Frank Michler Chapman zurück. Als wissenschaftlichen Namen der neuen Art vergab Chapman das Binomen Grallaricula peruviana wobei das Artepitheton auf den Fundort des Holotyps im Norden Perus Bezug nimmt. Der Holotyp, ein männlicher Vogel, blieb anschließend für mehr als 50 Jahre das einzige bekannte Exemplar der Art. Erst im Jahr 1978 gelang dem Ornithologen Theodore Albert Parker III und dessen Kollegen die Beobachtung weiterer Schmuckameisenpittas, diesmal östlich der Stadt Huancabamba, nicht weit vom ursprünglichen Fundort entfernt. Die Verwandtschaftsverhältnisse innerhalb der Gattung Grallaricula sind nicht exakt geklärt, anhand von Ähnlichkeiten bei der Gefiederfärbung liegt jedoch eine nahe Verwandtschaft der Art mit dem Ockerstirn- (G. ochraceifrons) und dem Schuppenameisenpitta (G. loricata) nahe, mit denen sie möglicherweise auch eine gemeinsame Superspezies bildet. Die Art gilt derzeit als monotypisch.